# 福斯托·阿克
福斯托·阿克（瑞典語：Fausto Acke，1897年5月23日—1967年5月14日），生于意大利罗马，瑞典男子体操运动员。他曾获得1920年夏季奥运会体操比赛男子团体瑞典式金牌。他于1967年在美国好莱坞去世。